# Kluky
Kluky (niem. Kluk) – część hradeckiej dzielnicy Nový Hradec Králové, która znajduje się na północny wschód od kolejnej dzielnicy Roudnička.

## Geografia i przyroda

### Położenie
Kluky są położone na obszarze Kotliny Czeskiej, na południowym stoku wzgórza, które rozciąga się od Wzgórza św. Jana do centrum Novego Hradca Králové wzdłuż drogi w kierunku dzielnic Roudnička oraz Třebeš. Ich współrzędne geograficzne: 50° 10' 31.558" długości geograficznej wschodniej oraz 15° 50' 36.901" szerokości geograficznej północnej.

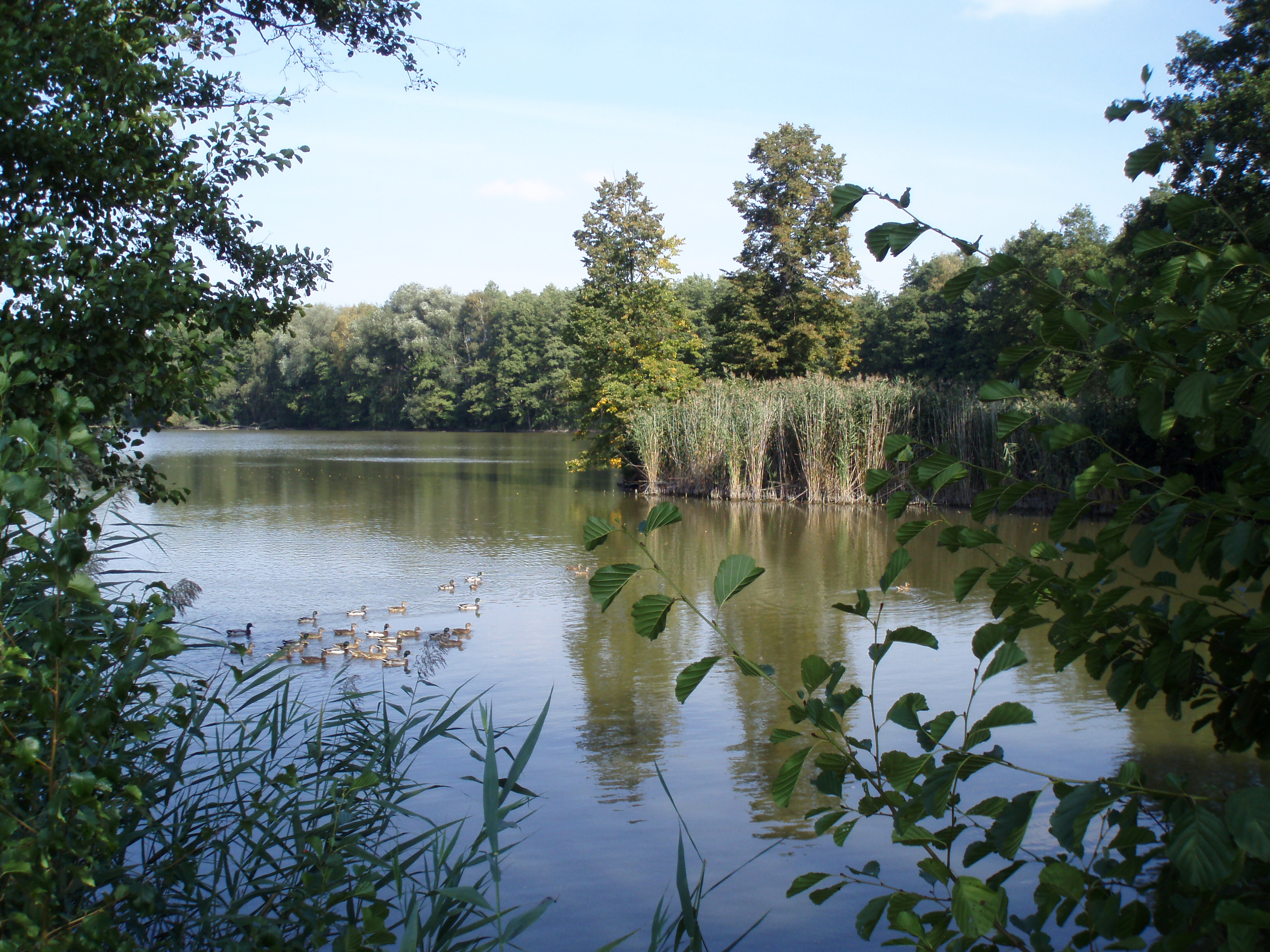
Staw Datlík

### Hydrologia
Miejscowość leży w dorzeczu Łaby. Największym ciekiem wodnym jest potok Biřička. Na terenie Kluków znajdują się stawy Datlík oraz Cikán.

### Geologia
Górna część Kluków znajduje się na plejstoceńskich piaskach oraz żwirach. Spod tej warstwy odsłaniają się na południu górnokredowe wapienne mułowce, iłowce i margle, należące do koniaku oraz santonu. W okolicy stawów Datlík oraz Cikán są utwory aluwialne oraz mieszane pochodzące z holocenu.

### Fauna i flora
Lokalna fauna i flora składa się z typowych gatunków Europy Środkowej. Znaczną powierzchnię stanowią lasy łęgowe oraz łąki torfowiskowe.

### Ochrona przyrody
Na terenie Kluków znajduje się połowa obszaru chronionego „Pomnik Przyrody Roudnička i Datlík“.

## Demografia

### Liczba ludności
| Rok             | 1869 | 1890 | 1900 | 1910 | 1921 |
| --------------- | ---- | ---- | ---- | ---- | ---- |
| Liczba ludności | 164  | 164  | 172  | 296  | 316  |

### Struktura ludności w 1921 r. według wyznawanej religii
| Razem | Katolicy rzymscy | Ewangelicy | Husyci | Ateiści | Żydowie |
| 316   | 226              | 3          | -      | 87      | -       |

Źródło: Czeski Urząd Statystyczny

## Historia
Osada była pierwotnie nazwana Kluk. Dopiero na przełomie XIX i XX w. zaczęto używać nazwy w liczbie mnogiej - Kluky. Nazwa pochodzi od starego słowa czeskiego klučit - wycinać drzewa wraz z wyrywaniem ich pni (karczowaniem).
W 1398 r. król Wacław IV Luksemburski podarował miastu Hradec Králové miejscowości Kluky, Třebeš oraz Hrdlořezy wraz z wyrąbanym lasem. W 1451 r. Vít Sexberk został mianowany hradeckimj mistrzem mostowym, który miał się zajmować naprawą mostów oraz pobieraniem opłat za przejazd (myta). Jako zapłatę otrzymał miejscowości Kluky oraz Třebeš wraz z domami, rodzinami chłopskimi, polami, łąkami, pastwisky, lasami, i to aż do trzeciej generacji jego rodu. Osiemnaście lat później miasto Hradec Králové założyło pod Klukami stawy Datlík oraz Cikán, które zostały w 1835 r. osuszone i odnowione dopiero w 1898 r.
Pod rządami Habsburgów Kluky zostały dwa razy (1547–1549 oraz 1620–1628) miastu skonfiskowane i później z powrotem oddane. W okresie wojny trzydziestoletniej wieś została doszczętnie spalona.
Kluky pierwotnie zostały przydzielone do parafii kościoła św. Antoniego na Przedmieściu Mýtskim, a po zakończeniu budowy kościoła św. Jana Chrzciciela do jego parafii i w 1772 r. do parafii kościoła św. Antoniego na Novym Hradcu Králové.
Miejscowość również miała swego sołtysa. W 1848 r. sołtysem był Václav Kňourek. Następnego roku zastąpił go na stanowisku Jan Srdínko. 
W 1849 r. została utworzona przez Roudničkę oraz Kluky wspólna gmina polityczna, ale nie katastralna. Także majątki pozostały oddzielone. Majątek miejscowości składał się z domu nr 4 oraz gruntów o powierzchni 12 ha 88 a 99 m². Na początku XX w. Kluky miały całkowitą powierzchnię 106 ha 33 a 84 m².
W latach 1773–1900 Kluky nie wykazały aktywnego życia, bo miały tylko mniej więcej dwa tuziny domów. W pierwszych dwudziestu latach XX wieku jednak wieś ta podwoiła się. Doszło do stworzenia dwóch restauracji – „U Cabicarů“ oraz „U Zubrů“, które stały się centrum życia kulturalnego i społecznego Kluków. Mieściły się tutaj amatorski zespół teatralny „Stowarzyszenie Dramatyczne Vojan“, Stowarzyszenie Młodzieńców „Dobromil“, miejscowa organizacja właścicieli domów oraz małorolników „Domovina“ i wszystkie ówczesne główne partie polityczne. Restauracja „U Cabicarů“ była także siedzibą novohradeckiego Ubezpieczenia Zwierząt Gospodarskich. W 1921 r. została podłączona energia elektryczna.
Po serii konfliktów między ludźmi obu miejscowości, które miały przede wszystkim tło polityczne, zostały Kluky w 1924 r. samodzielną gminą z własnym samorządem. Pierwsze wybory komunalne odbyły się w Klukach 14 listopada tego samego roku. Ale niepodległością wieś nie cieszyła się długo. W dniu 1 kwietnia 1942 r. został stworzony tzw. Wielki Hradec Králové i Kluky są od tej pory jego częścią, i to do dzisiaj.

## Zabytki
- Dzwonniczka z zabytkowym krzyżem z 1869 r. (rekonstrukcja z 1997 r.)
- Cmentarz novohradecki (leży na terenie Kluków, na cmentarzu znajduje się wiele zabytkowych nagrobków)